# Vinicultura na Grécia antiga

Influência grega no século 6 A.C.

A influência do vinho na Grécia antiga ajudou o comercio da Grécia Antiga com os países vizinhos e regiões. Muitos  aspectos culturais foram associados com o vinho. Ele levou a grandes mudanças na Grécia Antiga. 
Os antigos Gregos foram pioneiros no desenvolvimento de métodos de viticultura e produção de vinho, que eles ajudaram com o início da vinificação em comunidades em que estão, agora, na França, na Itália, em Portugal, bem como em outras povos, através do comércio e da colonização. Ao longo do tempo , eles marcadamente influenciaram a vinificação na Europa antiga em culturas como os Celtas, Etruscos, Citas e, finalmente, os Romanos.

## Origem

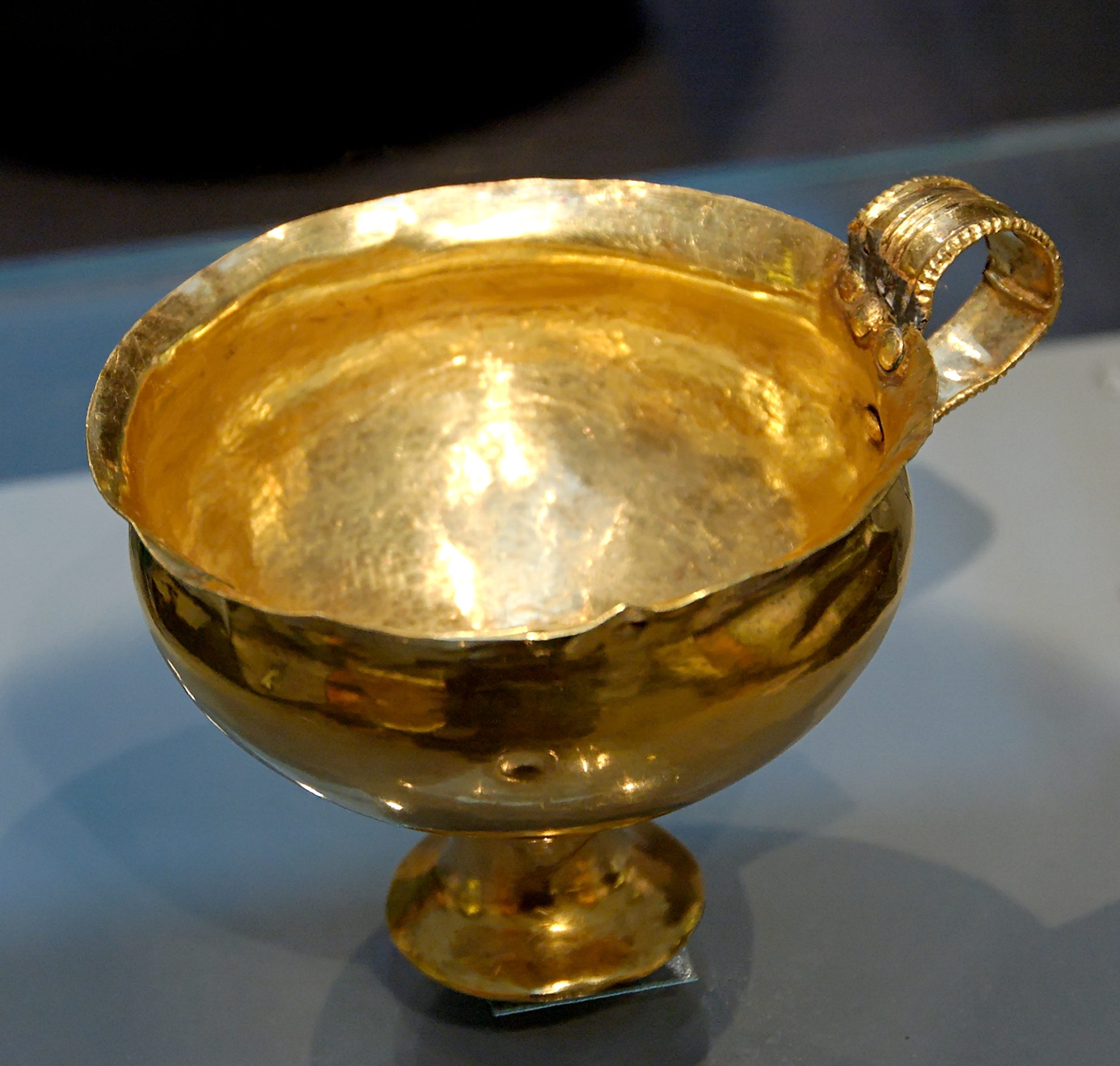
Um cálice de ouro do período Micênico.

A viticultura na Grécia existe desde o final do Neolítico , com o cultivo doméstico se tornando comuns no início da Idade do Bronze. 

## A colonização e o comércio

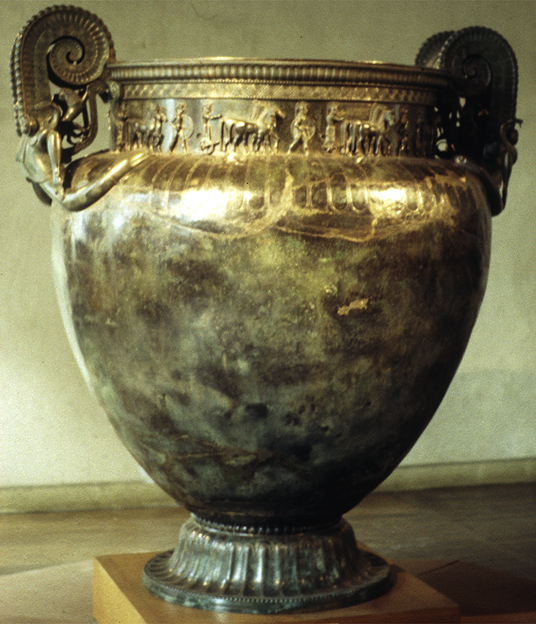
O Vix Krater

Como as cidades-estado gregas estabeleceram colônias por todo o Mediterrâneo, os colonizadores levaram as videiras com eles e cultivaram as parreiras selvagens que encontraram.Na  Sicília e sul da Itália formaram algumas das primeiras colônias, como as áreas já abriga uma abundância de videiras. Os Gregos chamavam a parte sul da Península italiana de  Oenotria ("terra das vinhas"). Assentamentos em Massalia , no sul da França e ao longo das margens do Mar Negro, logo em seguida, com a expectativa de  criar oportunidades de negócios para atender a demanda das cida
des vizinha.
Atenas fornecia um grande e lucrativo mercado para o vinho, com um estado vinicultor significativo formando na Ática e na ilha de Thasos para ajudar a satisfazer a demanda. o historiadores  do vinho têm teorizado que os Gregos podem ter introduzido a viticultura na atual região da Espanha e Portugal, mas outras teorias sugerem que os Fenícios provavelmente chegaram a essas áreas primeiro .

## Viticultura e enologia influências

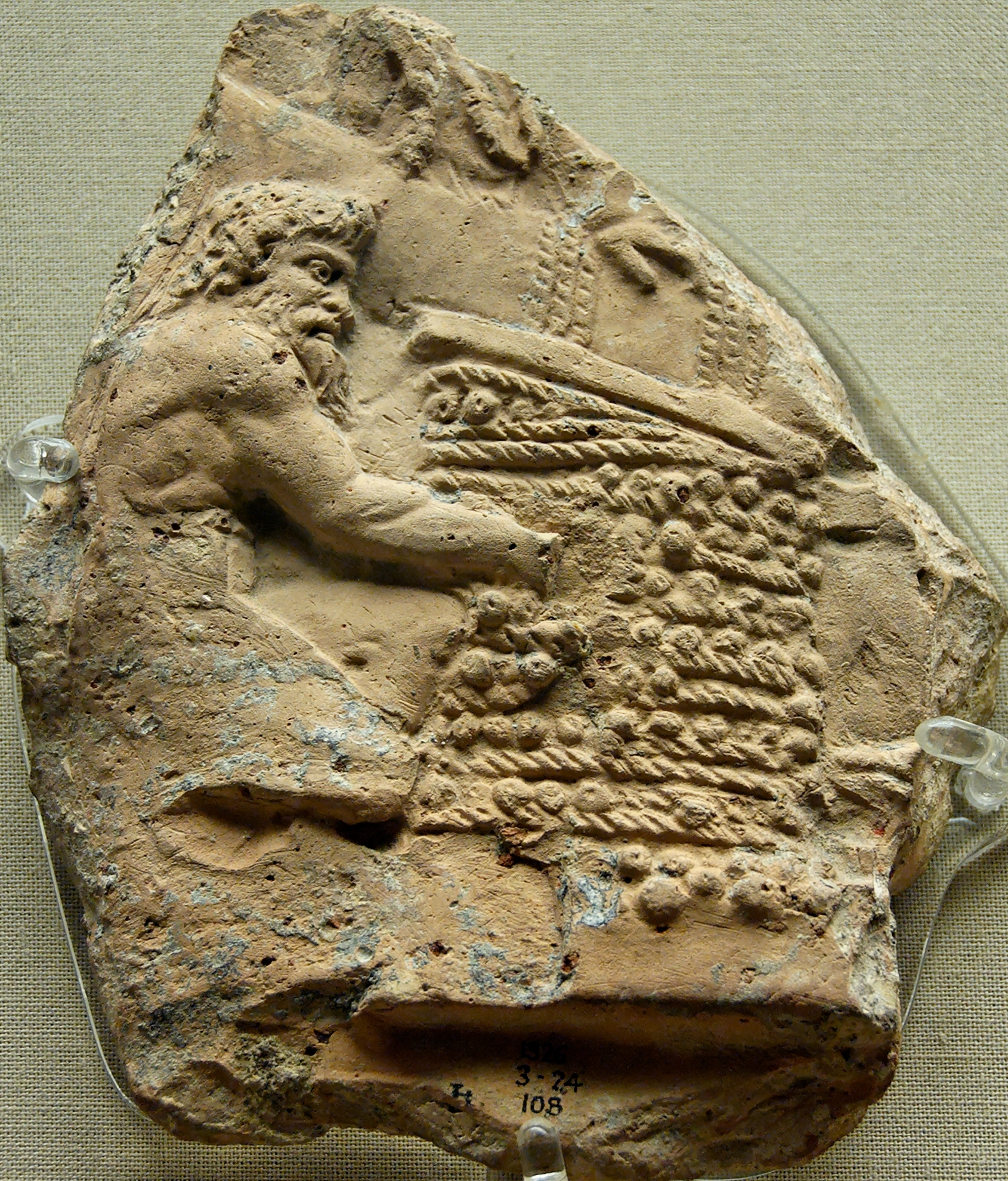
Um relevo em terra cotta mostrando Sátiros expremendo o suco de uvas em esteiras de vime no tropeion.

Antigos Gregos chamavam a videira cultivada hemeris (grego: ἡμερίς), por seu adjetivo para "domar" (em grego: ἥμερος), diferenciando-a da sua forma selvagem. O final de Dionysiaca de Nonnus narra a primitiva invenção do vinho, creditado a Dionísio.